# شکارچی در سایه‌روشن
شکارچی در سایه‌روشن (روسی: «Записки охотника») که با نام‌های دیگری همچون شکارچی در سایه و خاطرات یک شکارچی هم شناخته می‌شود، مجموعه‌ای از داستان‌های کوتاه از نویسنده و شاعر بزرگ روسی، ایوان تورگنیف می‌باشد که در سال ۱۸۵۲ نوشته شد و به عنوان یکی از عمده‌ترین آثار وی شناخته می‌شود که در معرفی و شهرت تورگنیف، نقش بسزایی داشت. این اثر نویسنده، بر پایهٔ سنت واقع‌گرایی روسی نوشته شده که بر پایهٔ آن، راوی داستان معمولاً با مردم ارتباط نزدیکی برقرار می‌کند و با آنها به معاشرت می‌پردازد.

## نگارخانه

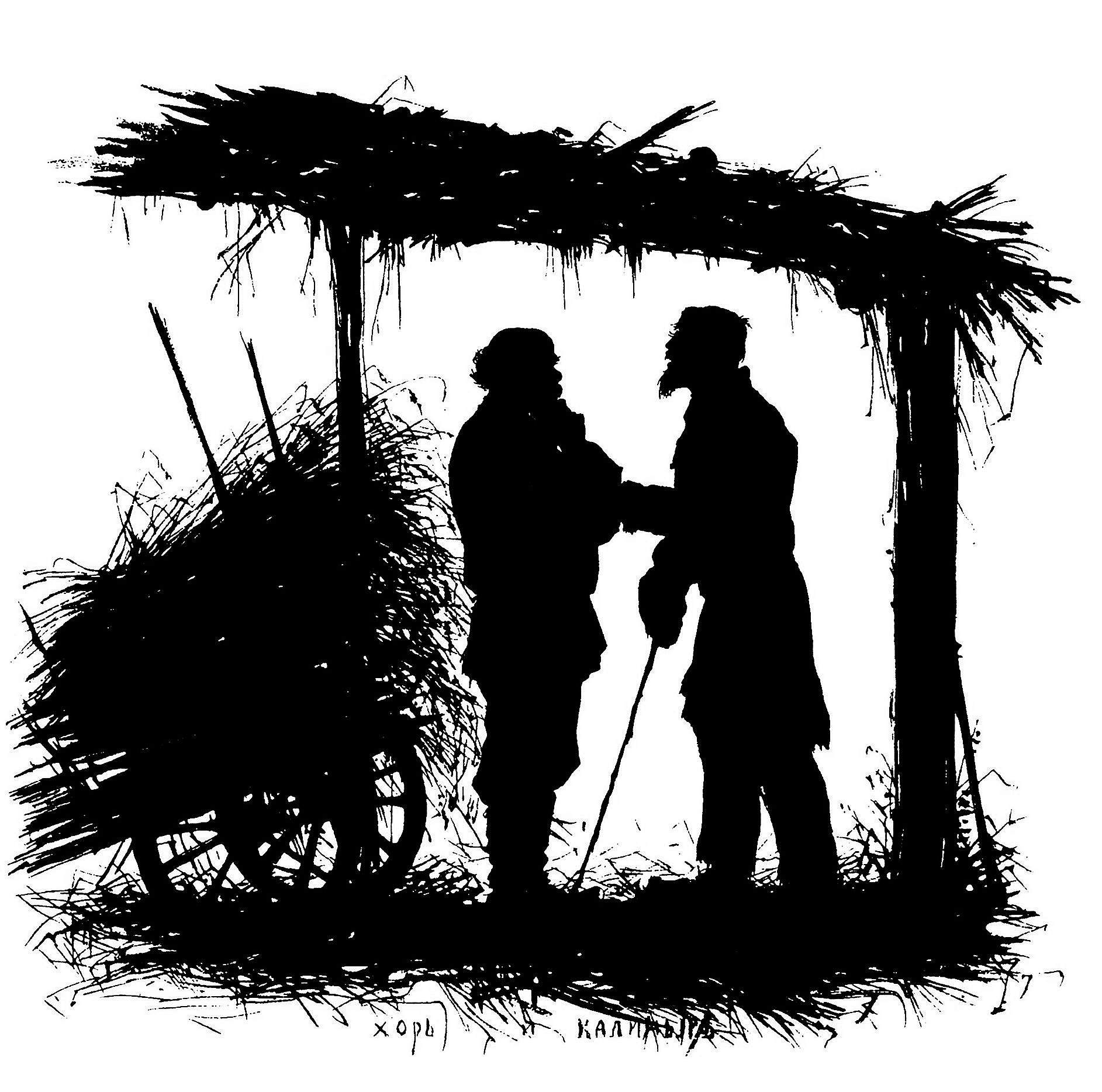
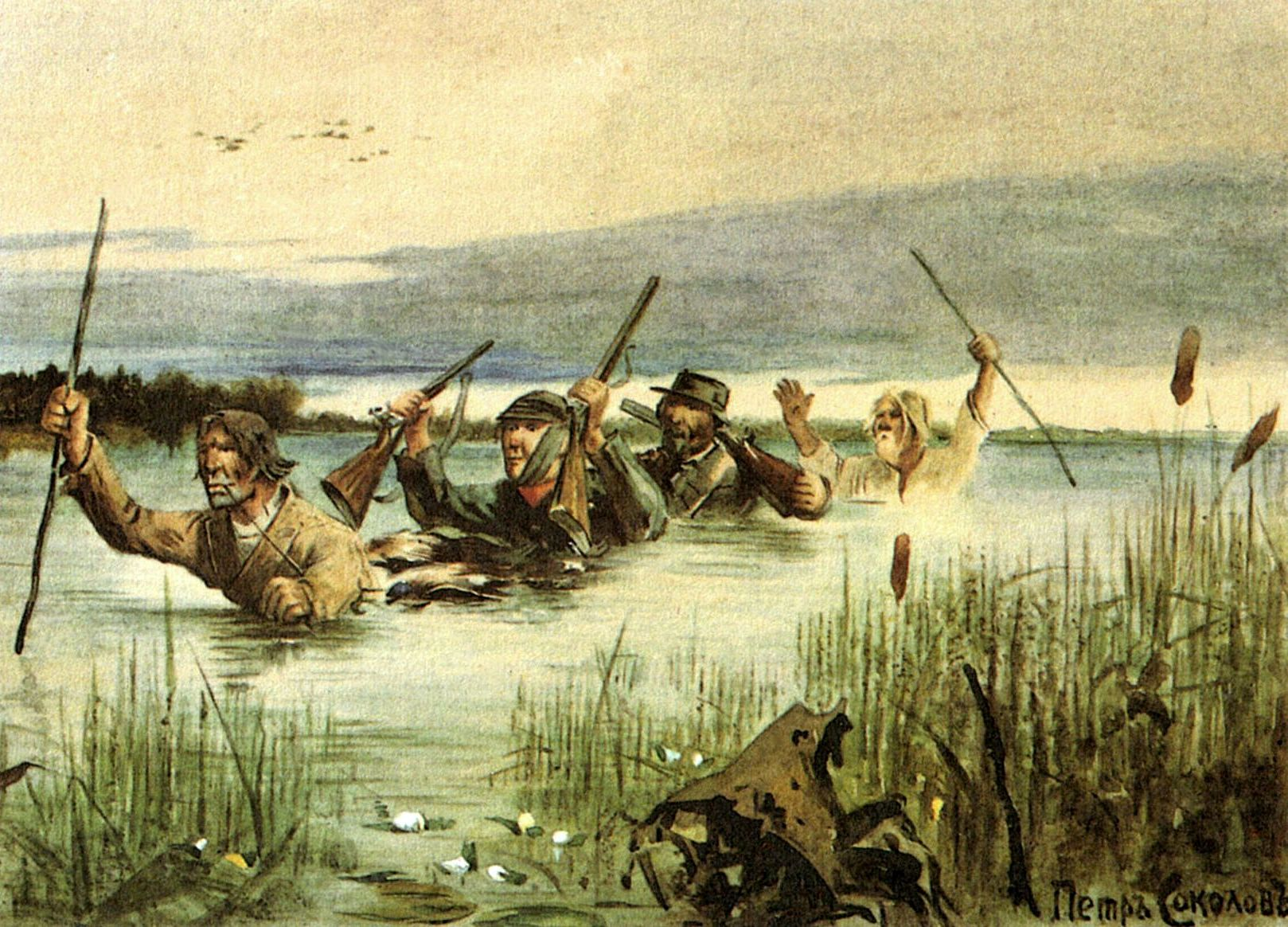
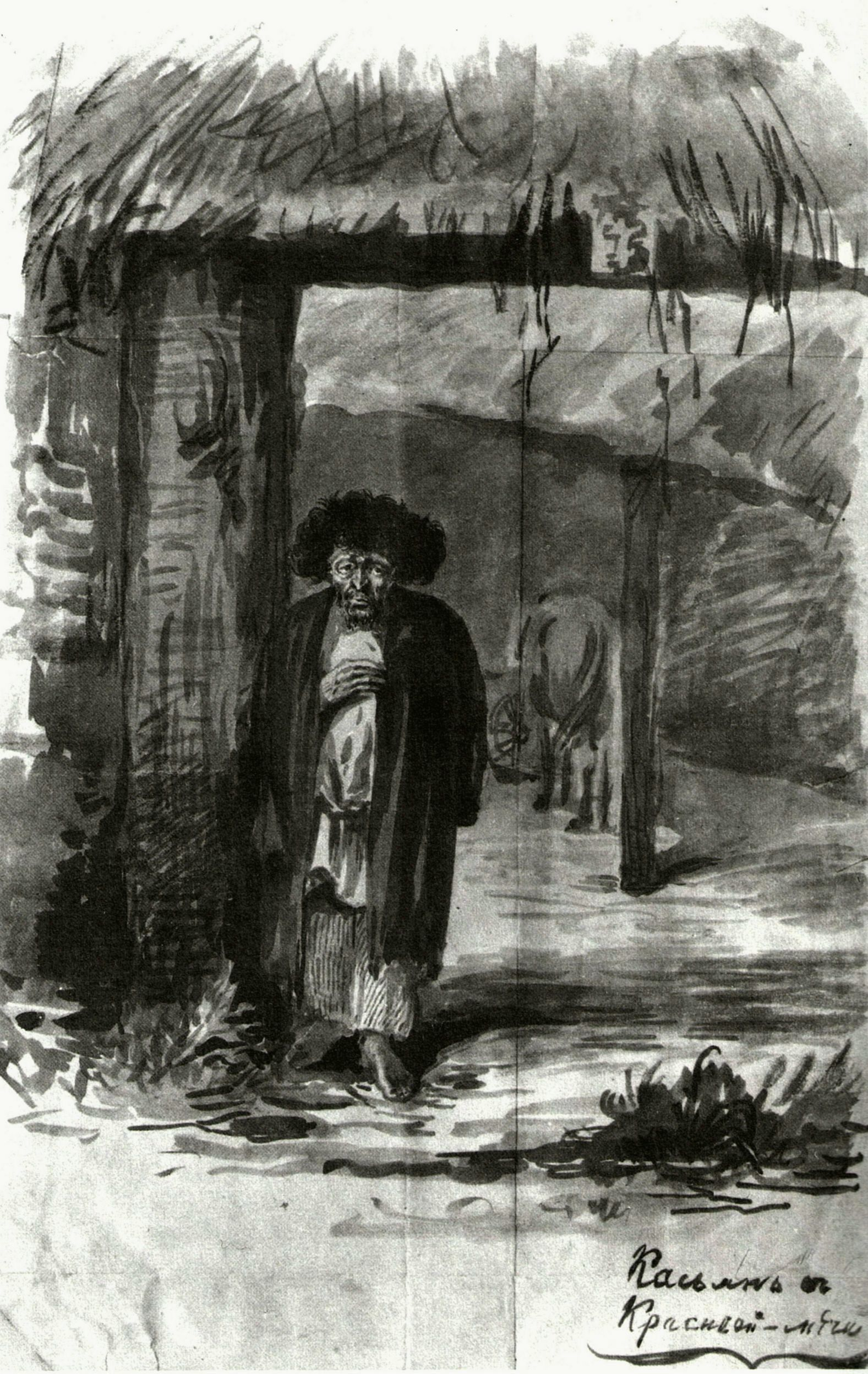
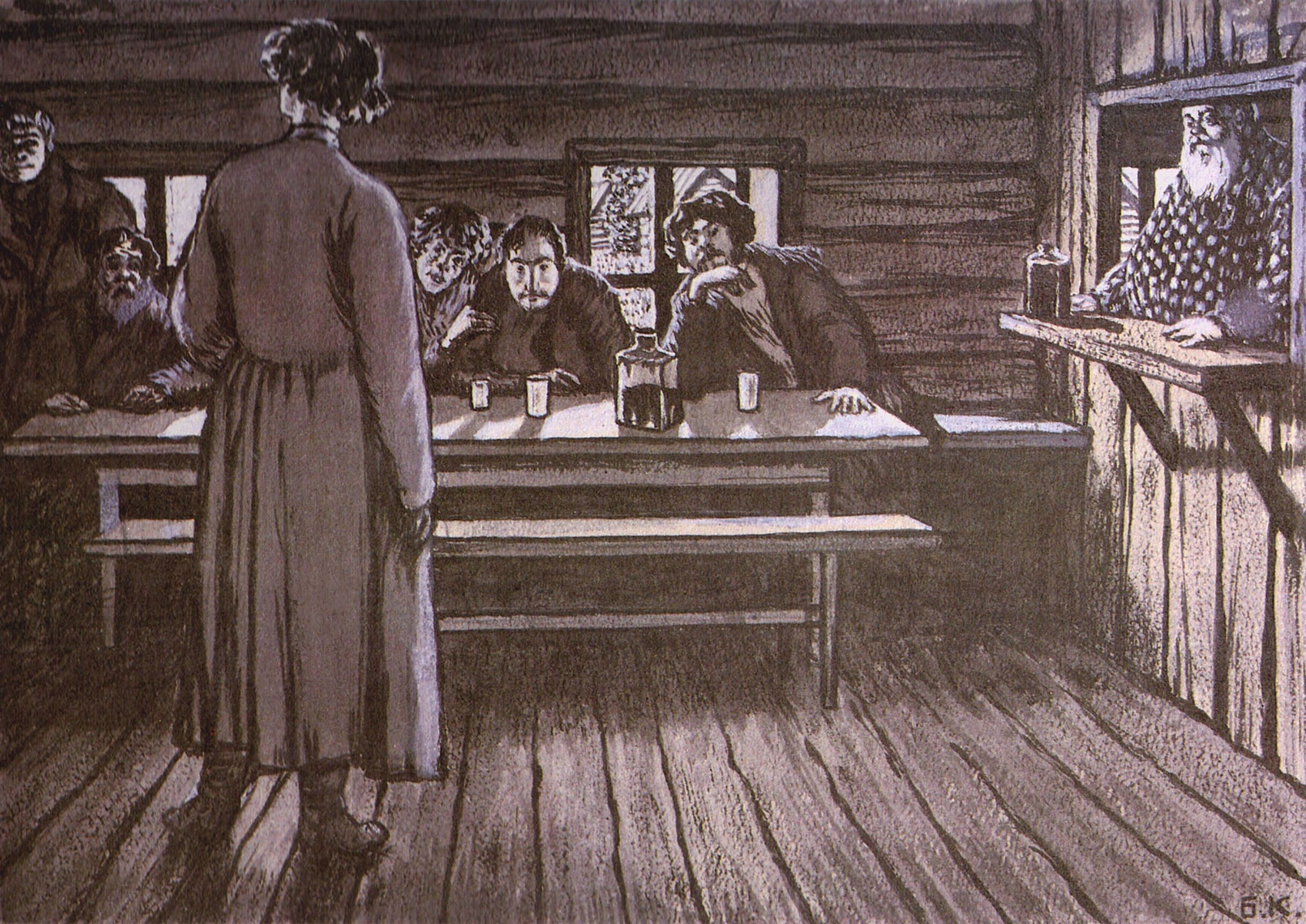
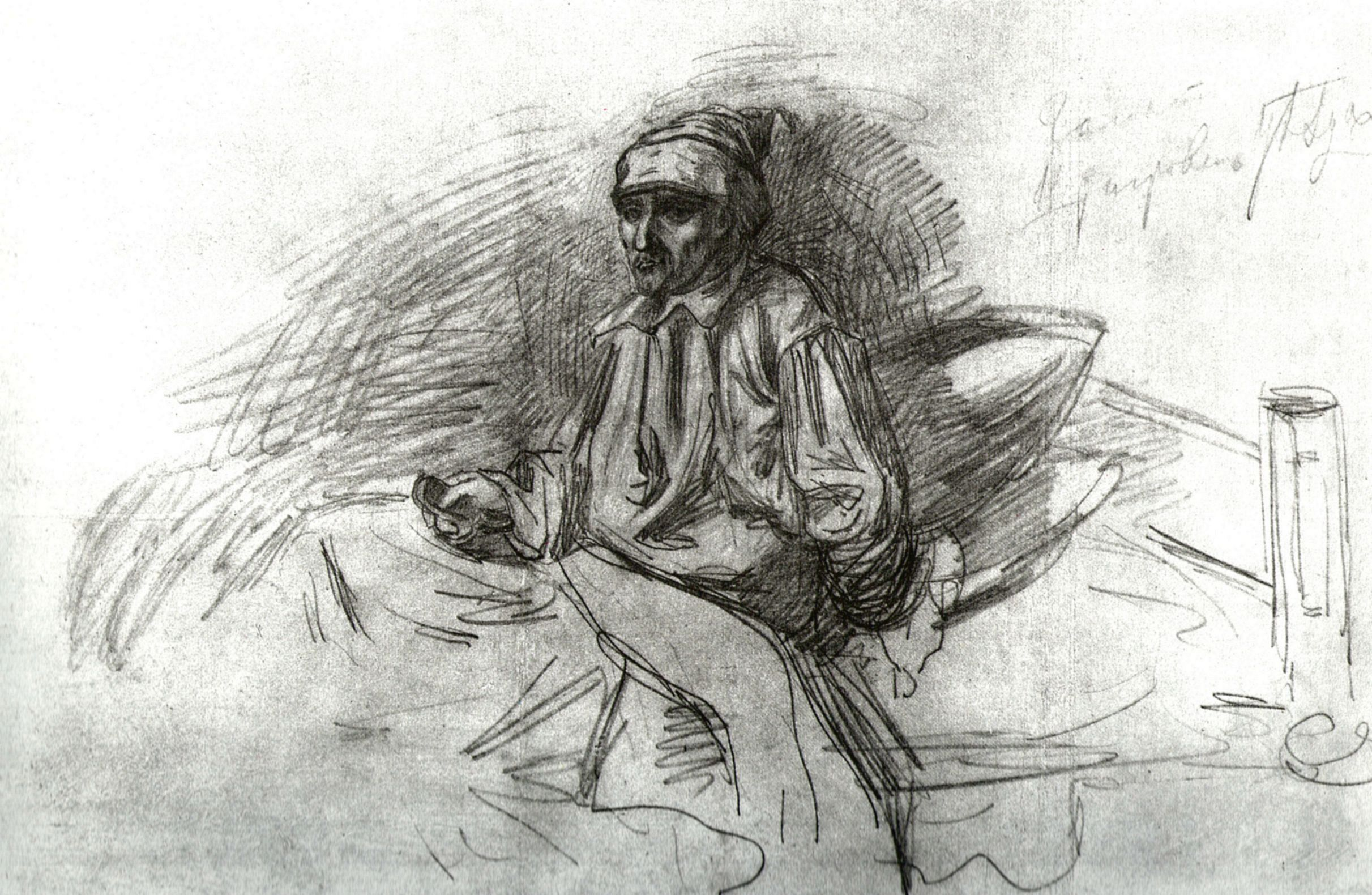
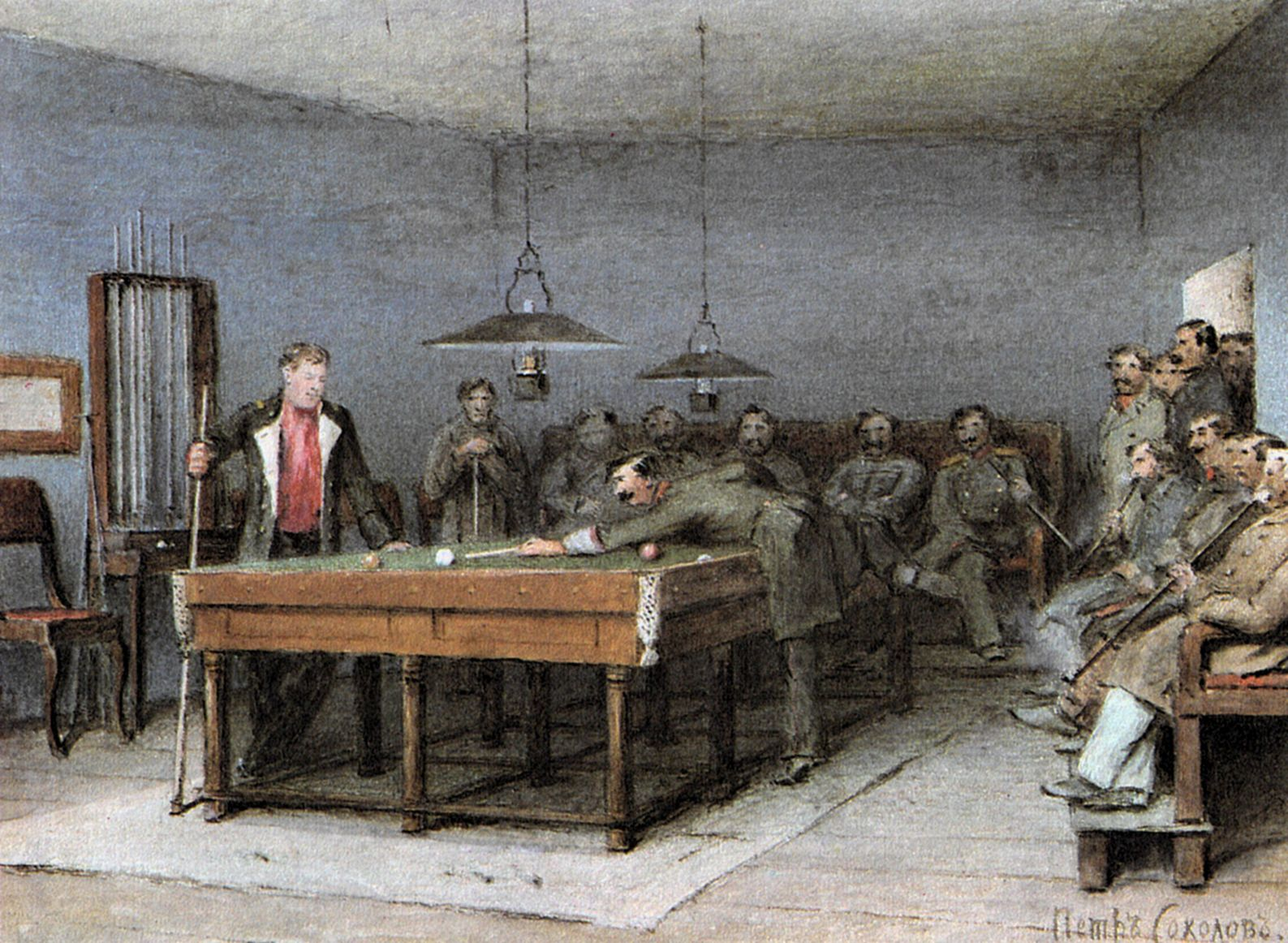